# Coinsins
Coinsins je obec na jihozápadě Švýcarska v okrese Nyon v kantonu Vaud. Leží poblíž Ženevského jezera. Žije zde 497 obyvatel.

## Geografie
Coinsins leží v nadmořské výšce 472 m, vzdušnou čarou 4,5 km severně od okresního města Nyon. Obec se nachází na terase na jižním úpatí Jury, na severním okraji údolí řeky Promenthouse.
Území obce o rozloze 2,9 km² zahrnuje část na jižním úpatí Jury. Území obce se táhne na sever podél toku řeky Promenthouse přes dno údolí a terasu Coinsins až k okraji pohoří Bois de Chênes. V zalesněné oblasti se nachází rybník Baigne aux Chevaux a mokřad Grand Marais. Ruisseau de Cordex tvoří západní hranici, zatímco východní hranice vede po svahu údolí Sérine. Nejvyšší bod Coinsins leží v nadmořské výšce 510 m n. m. na jižním okraji Bois de Chênes. V roce 1997 bylo 14 % rozlohy obce pokryto zastavěnou plochou, 16 % lesy a lesními porosty, 69 % zemědělstvím a o něco méně než 1 % neproduktivní půdou.
K obci Coinsins patří několik samostatných zemědělských podniků. Sousedními obcemi jsou Duillier, Prangins, Vich, Genolier a Givrins.

## Historie
Nálezy ohnišť z doby bronzové, pozůstatky římské villy a raně středověké hroby ukazují na velmi rané osídlení území obce. První písemná zmínka o obci pochází z roku 1212 a nese název Quinsins. Později se objevily zápisy Quincins (1215), Quintins (1238), Cuynsins (1296), Cuinchins (1303), Cuinsins (1306) a Cuynsins (1332).
Od počátku 13. století žil v Coinsins šlechtický rod, který působil jako vazal pánů z Aubonne. Klášteru Oujon (u Arzier) patřily také pozemky u Coins s panstvím Mimorey. Po dobytí Vaudu Bernem v roce 1536 přešla vesnice pod správu panství Nyon. Po pádu Staré konfederace patřila obec v letech 1798–1803 v období helvétského soustátí ke kantonu Léman, který byl poté po vstupu v platnost Ústavy o zprostředkování sloučen s kantonem Vaud. Roku 1798 byla přičleněna k okresu Nyon.

## Obyvatelstvo
| Rok            | 1850 | 1900 | 1910 | 1930 | 1950 | 1960 | 1970 | 1980 | 1990 | 2000 |
| Počet obyvatel | 157  | 188  | 163  | 145  | 156  | 125  | 169  | 236  | 338  | 368  |

Z celkového počtu obyvatel je 78,3 % francouzsky mluvících, 7,3 % anglicky a 6,3 % německy mluvících (stav v roce 2000). V roce 1850 žilo v Coinsins 157 obyvatel a v roce 1900 188 obyvatel. Po roce 1960 (125 obyvatel) začal počet obyvatel rychle růst a během 30 let se zdvojnásobil.

## Hospodářství
Až do druhé poloviny 20. století byl Coinsins vesnicí, která se vyznačovala především zemědělstvím. Na jižním svahu pod Coinsem a východně od něj se nachází rozsáhlá vinařská oblast. Zbývající zemědělská půda je díky své úrodnosti využívána převážně jako orná půda. V nové průmyslové zóně se usadila mimo jiné farmaceutická společnost, elektromechanická firma a lakovna. V posledních desetiletích se Coinsins vyvinul v rezidenční obec. Mnoho pracujících pracuje mimo obec, zejména v Nyonu.

## Doprava
Přestože se obec nachází mimo hlavní dopravní tepny, je z Glandu snadno dostupná. Dálniční křižovatka Gland na dálnici A1 (Ženeva–Lausanne) je od obce vzdálena jen asi 2 km. Coinsins je napojen na síť veřejné dopravy prostřednictvím linky Postbusu z Nyonu do Gimelu.